# Колли-Миннс, Латарио
Латарио Колли-Миннс (англ. Latario Collie-Minns; род. 10 марта 1994, Нассау) — багамский легкоатлет, специалист по тройному прыжку. Выступал на профессиональном уровне в 2010—2021 годах, чемпион мира среди юношей, двукратный чемпион Багамских Островов, победитель и призёр ряда крупных международных турниров, участник летних Олимпийских игр в Рио-де-Жанейро.

## Биография
Латарио Колли-Миннс родился 10 марта 1994 года в Нассау, Багамские Острова, одновременно с братом-близнецом Латоном. Приходится внучатым племянником спринтеру Джорджу Колли, участнику Олимпийских игр 1964 года в Токио.
Занимался лёгкой атлетикой во время учёбы в Техасском университете A&M, в составе университетской легкоатлетической команды Texas A&M Aggies успешно выступал на различных студенческих соревнованиях в США, в частности выигрывал чемпионат Национальной ассоциации студенческого спорта (NCAA) в тройном прыжке.
Первых серьёзных успехов на международном уровне добился в сезоне 2010 года, когда в составе багамской сборной выиграл серебряные медали в тройном прыжке среди юношей на Carifta Games в Джорджтауне и первенстве Центральной Америки и Карибского бассейна в Санто-Доминго, выступил на юниорском мировом первенстве в Монктоне.
В 2011 году в той же дисциплине превзошёл всех соперников на юношеском мировом первенстве в Лилле, стал бронзовым призёром на юниорском панамериканском первенстве в Мирамаре.
В 2012 году был лучшим среди юниоров на Carifta Games в Гамильтоне, завоевал бронзовую награду на юниорском мировом первенстве в Барселоне.
В 2015 году одержал победу на чемпионате Багамских Островов в Нассау, закрыл десятку сильнейших на Панамериканских играх в Торонто, выступил на чемпионате мира в Пекине.
Благодаря череде успешных выступлений в 2016 году удостоился права защищать честь страны на летних Олимпийских играх в Рио-де-Жанейро — здесь на предварительном квалификационном этапе тройного прыжка провалил все три свои попытки, не показав никакого результата.
В 2018 году вновь выиграл чемпионат Багам, участвовал в Играх Содружества в Голд-Косте, где занял итоговое 11-е место.
В 2019 году среди прочего прыгал тройным на Панамериканских играх в Лиме и на чемпионате мира в Дохе.
Завершил спортивную карьеру по окончании сезона 2021 года.